# Воловарци
Воловарци (болг. Воловарци) — село в Болгарии. Находится в Кырджалийской области, входит в общину Кырджали. Население составляет 88 человек.

## Политическая ситуация
В местном кметстве Воловарци, в состав которого входит Воловарци, должность кмета (старосты) исполняет Мюнюр Бейсим Мюмюн (Движение за права и свободы (ДПС)) по результатам выборов.
Кмет (мэр) общины Кырджали — Хасан Азис (Движение за права и свободы (ДПС)) по результатам выборов.